# Алпско скијање на Зимским олимпијским играма 2006 — спуст за мушкарце
Спуст за мушкарце на Олимпијским играма 2006. у Торину био је прва дисциплина такмичења у алпском скијању. Одржан је у недељу, 12. фебруара стази у Чезана Сан Сикарију.
Титулу је бранио Фриц Штробл из Аустрије који је заједно са светским прваком у спусту са Светског првенства 2005. Бодијем Милером важио за главног фаворита пре почетка такмичења. Поред њих ту је и водећи у спусту на Светком купу 2005/06. Аустријанац Михаел Валхофер из Аустрије испред Штробла и Американца Дарона Ралвеса.
Учествовало је 55 скијаша из 25 земаља учесница. Максимални број од 4 учесника имале су: Аустрија, Италија, Норвешка, Швајцарска, и САД. Стартовало је свих 55 пријављених скијаша, од којих су 53 завршила трку.

## Земље учеснице
| - Андора (2) - Аустралија (1) - Аустрија (4) - Бразил (1)} - Канада (3) - Чиле (3) - Чешка (3) - Француска (3) - Уједињено Краљевство (2) | - Исланд (1) - Италија (4) - Летонија (1) - Лихтенштајн (2) - Норвешка (4) - Пољска (1) - Румунија (1) - Русија (3) | - Словачка (2) - Словенија (2) - Јужноафричка Република (1) - Шведска (1) - Швајцарска (4) - Таџикистан (1) - Украјина (1) - Сједињене Америчке Државе (4) |

## Карактеристике стазе
Датум : 12. фебруар 2006.
Локално време : 12,00
Стаза: Кандахар Бланчета
Старт: 2.800 м, Циљ: 1.886 м
Висинска разлика: 914 м
Дужина стазе:3.229 м
Стазу поставио:Helmut Schmalzl, 39 капија
Температура : старт -5,6°С циљ +1,2°С

## Победници
| Злато:                    | Сребро:                  | Бронза:                 |
| Антоан Денерија Француска | Михаел Валхофер Аустрија | Бруно Кернен Швајцарска |

|  |  |

## Резултати
| Плас. | Скијаш                   | Земља                     | Резултат     | Заостатак    |
| ----- | ------------------------ | ------------------------- | ------------ | ------------ |
|       | Антоан Денерија          | Француска                 | 1:48.80      |              |
|       | Михаел Валхофер          | Аустрија                  | 1:49,52      | +0,72        |
|       | Бруно Кернен             | Швајцарска                | 1:49,82      | +1,02        |
| 4     | Ћетил Андре Омот         | Норвешка                  | 1:49,88      | +1,08        |
| 5     | Боди Милер               | Сједињене Америчке Државе | 1:49,93      | +1,13        |
| 6     | Херман Мајер             | Аустрија                  | 1:50,00      | +1,20        |
| 7     | Марко Бихел              | Лихтенштајн               | 1:50,04      | +1,24        |
| 8     | Фриц Штробл              | Аустрија                  | 1:50,12      | +1,32        |
| 9     | Патрик Штаудахер         | Италија                   | 1:50,29      | +1,49        |
| 10    | Дарон Ралвес             | Сједињене Америчке Државе | 1:50,33      | +1,53        |
| 11    | Пјер-Емануел Далсен      | Француска                 | 1:50,35      | +1,55        |
| 12    | Тобијас Гриненфелдер     | Швајцарска                | 1:50,44      | +1,64        |
| 13    | Мануел Озборн-Паради     | Канада                    | 1:50,45      | +1,65        |
| 14    | Ласе Ћус                 | Норвешка                  | 1:50,64      | +1,84        |
| 15    | Скот Макартни            | Сједињене Америчке Државе | 1:50,68      | +1,88        |
| 16    | Франсоа Бурк             | Канада                    | 1:50,70      | +1,90        |
| 17    | Амбрози Хофман           | Швајцарска                | 1:50,72      | +1.92        |
| 18    | Kurt Sulzenbacher        | Италија                   | 1:50.84      | +2,04        |
| 19    | Стивен Најман            | Сједињене Америчке Државе | 1:50,88      | +2,08        |
| 19    | Петер Фил                | Италија                   | 1:50,88      | +2,08        |
| 21    | Аксел Лунд Свиндал       | Норвешка                  | 1:50,90      | +2,10        |
| 22    | Клаус Крел               | Аустрија                  | 1:50,91      | +2,11        |
| 23    | Кристијан Гедина         | Италија                   | 1:50,98      | +2,18        |
| 24    | Јаник Бертран            | Француска                 | 1:51,37      | +2,57        |
| 25    | Finlay Mickel            | Уједињено Краљевство      | 1:51,48      | +2,68        |
| 26    | Дидије Дефаго            | Швајцарска                | 1:51,51      | +2,71        |
| 27    | Џон Кучера               | Канада                    | 1:51,55      | +2,75        |
| 28    | Андреј Јерман            | Словенија                 | 1:51,70      | +2,90        |
| 29    | Бјарне Солбакен          | Норвешка                  | 1:51.72      | +2.92        |
| 30    | Павел Честаков           | Русија                    | 1:51,93      | +3,13        |
| 31    | Андреј Шпорн             | Словенија                 | 1:52,17      | +3,37        |
| 32    | Крејг Бранч              | Аустралија                | 1:52,55      | +3,75        |
| 33    | Патрик Јербин            | Шведска                   | 1:52,87      | +4,07        |
| 34    | Петр Захробски           | Чешка                     | 1:52,90      | +4,10        |
| 35    | Claudio Sprecher         | Лихтенштајн               | 1:53,34      | +4,54        |
| 36    | Bořek Zakouřil           | Чешка                     | 1:54,07      | +5,27        |
| 37    | Roger Cruickshank        | Уједињено Краљевство      | 1:54,65      | +5,85        |
| 38    | Александар Хорошилов     | Русија                    | 1:54,70      | +5,90        |
| 39    | Алекс Антор              | Андора                    | 1:55,01      | +6,21        |
| 40    | Konstantin Sats          | Русија                    | 1:55,03      | +6,23        |
| 41    | Mikael Gayme             | Чиле                      | 1:55,73      | +6,93        |
| 42    | Мауи Хајме               | Чиле                      | 1:56,10      | +7,30        |
| 43    | Nikolai Hentsch          | Бразил                    | 1:56,58      | +7,78        |
| 44    | Михал Калва              | Пољска                    | 1:56,81      | +8,01        |
| 45    | Јарослав Бабушјак        | Словачка                  | 1:57,45      | +8,65        |
| 46    | Renārs Doršs             | Летонија                  | 1:57,54      | +8,74        |
| 47    | Nikolay Skriabin         | Украјина                  | 1:57.56      | +8.76        |
| 48    | Sindri M. Pálsson        | Исланд                    | 1:57,69      | +8,89        |
| 49    | Хорге Мандру             | Чиле                      | 1:58,77      | +9,97        |
| 50    | Роџер Видоса             | Андора                    | 1:59,24      | +10,44       |
| 51    | Андреј Дрјугин           | Таџикистан                | 1:59,41      | +10,61       |
| 52    | Александер Хит           | Јужноафричка Република    | 1:59,79      | +10,99       |
| 53    | Florentin-Daniel Nicolae | Румунија                  | 2:00,93      | +12,13       |
|       | Ондреј Банк              | Чешка                     | Није завршио | Није завршио |
|       | Ivan Heimschild          | Словачка                  | Није завршио | Није завршио |